# Sea-Eye

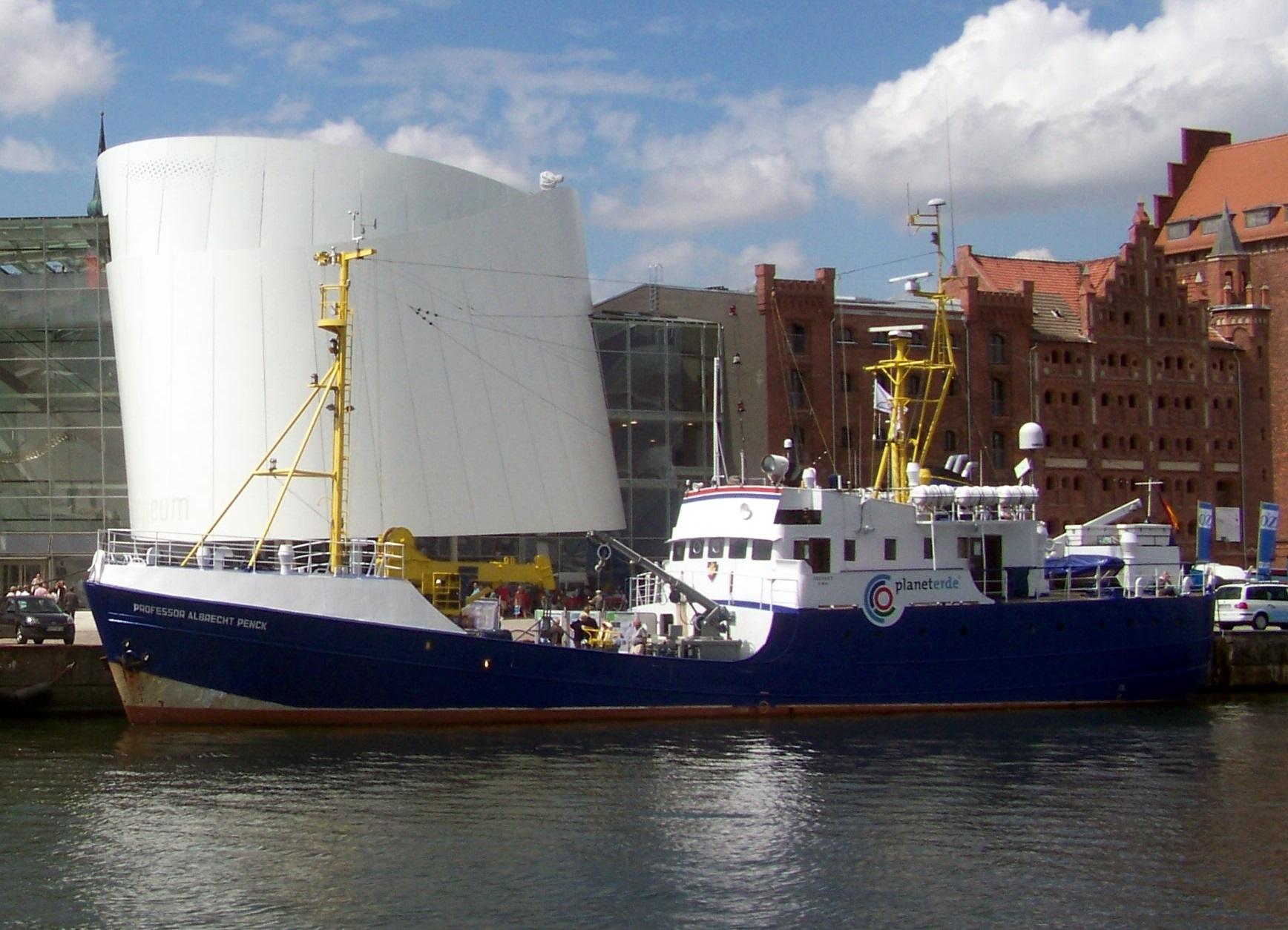
La Professor Albrecht Penck prima di essere acquistata da Sea-Eye presso l'Ozeaneum di Stralsund.

Sea-Eye e.V. è un'organizzazione non governativa tedesca concentrata sullo svolgimento di attività di ricerca e soccorso di persone in difficoltà, perlopiù migranti e profughi, nel mar Mediterraneo.

## Storia
L'organizzazione è stata fondata nel 2015 a Ratisbona dall'imprenditore Michael Buschheuer, che per lo scopo ha acquistato la prima nave dell'organizzazione, il peschereccio Sternhai, ribattezzato poi Sea-Eye. Seguì nel 2017 il Seefuchs (descritto come gemello di Sea-Eye) mentre nel 2018 fu acquistata la motonave da ricerca Professor Albrecht Penck, ribattezzata nel 2019 in Alan Kurdi e rivenduta nel 2021 all'ONG italiana ResQ-People Saving People. Nell'estate 2024 l'organizzazione, insieme a United4Rescue, ha raccolto 465000 euro per l'acquisto dell'incrociatore Nis Randers dalla Società tedesca per il salvataggio dei naufraghi (DGzRS), ribattezzandolo Sea-Eye 5.

## Flotta
- Sea-Eye (2015-2018)
- Seefuchs (2017-2018)
- Alan Kurdi (2018-2021)
- Sea-Eye 4 (dal 2021)
- Sea-Eye 5 (dal 2024)